# Leugaricio
Il campo militare romano di Leugaricio si trova nella Slovacchia nei pressi del vecchio comune di Trenčín. Costituisce uno dei più importanti siti costruiti dall'esercito romano dell'epoca di Marco Aurelio, nell'ambito del progetto di occupazione della Marcomannia e della sua trasformazione in provincia romana.
Il complesso era a nord dell'accampamento di Brigetio che si trovava lungo il limes danubiano.

## Storia

### L'occupazione della Marcomannia (172-180)
Poco meno di due secoli più tardi, nel corso delle guerre marcomanniche di Marco Aurelio degli anni 166-188. Qui furono infatti creati tutta una serie di accampamenti militari romani, con edifici in muratura, anche termali. Doveva diventare la futura capitale (o certamente uno dei centri principali) della nuova provincia di Marcomannia.
Nel corso di questi anni di guerra (172-180 d.C.) i Romani, grazie anche all'imponente Classis Pannonica, che permetteva il trasporto e l'approvvigionamento delle armate di terra, risalirono i fiumi della futura provincia di Marcomannia:
- Morava (o March), Thaya, Dyje e Jihlava, a nord della fortezza legionaria di Carnuntum;
- Nitra, Waag (o Vah) a nord della fortezza legionaria di Brigetio;
- e Hron (dal latino "Granua") a nord del forte di Solva.

Essi riuscirono, quindi, ad occupare buona parte dei territori a nord del Danubio, sottomettendo totalmente le popolazioni abitanti l'odierna Moravia e Bassa Austria (Naristi, Marcomanni e Cotini), confinanti con la provincia romana della Pannonia superiore.

## Archeologia del sito
Il luogo in cui sorge la città è abitato da tempo immemore. Su una roccia sovrastante la città è stato costruito un tipico castello medievale fortificato; Trenčín è famosa per un'iscrizione romana nella roccia del castello che risale al 179, l'epoca delle guerre marcomanne, una serie di guerre avvenute tra l'Impero romano e i Quadi, tribù germanica. L'iscrizione denota la regione come Laugaricio ed è il riscontro più settentrionale della presenza dei soldati romani nell'Europa centrale. Con il nome greco di Leukaristos, Trenčín fu anche disegnata nella mappa del mondo di Tolomeo nel 150.
Un'iscrizione datata 179 rivela che nell'accampamento romano vi fossero 2.855 soldati della legio II Adiutrix.
(CIL III, 13439)